# Inter Kashi Football Club 2024-2025
Questa voce raccoglie le informazioni riguardanti l'Inter Kashi nelle competizioni ufficiali della stagione 2024-2025.

## Maglie e sponsor
| Casa | Trasferta |

## Organico

### Rosa
| N. |                      | Ruolo | Calciatore          |
| -- | -------------------- | ----- | ------------------- |
| 1  | India (bandiera)     | P     | Shubham Dhas        |
| 2  | India (bandiera)     | C     | Asif Khan           |
| 3  | India (bandiera)     | D     | Aritra Das          |
| 4  | Spagna (bandiera)    | D     | David Bollo         |
| 5  | India (bandiera)     | D     | Bijoy Varghese      |
| 6  | Spagna (bandiera)    | C     | Julen Pérez         |
| 7  | Finlandia (bandiera) | C     | Joni Kauko          |
| 8  | India (bandiera)     | C     | Phijam Vikash Singh |
| 9  | Spagna (bandiera)    | A     | Mario Barco         |
| 10 | India (bandiera)     | A     | Edmund Lalrindika   |
| 11 | India (bandiera)     | A     | Bidyashagar Singh   |
| 12 | India (bandiera)     | P     | Rakshit Dagar       |
| 13 | India (bandiera)     | P     | Sharon Padattil     |
| 14 | India (bandiera)     | C     | Karthik Panicker    |
| 15 | India (bandiera)     | C     | Sweden Fernandes    |
| 16 | India (bandiera)     | D     | Sandip Mandi        |
| 17 | India (bandiera)     | D     | Anil Chawan         |

| N. |                    | Ruolo | Calciatore               |
| -- | ------------------ | ----- | ------------------------ |
| 18 | India (bandiera)   | C     | Haobam Tomba Singh       |
| 19 | India (bandiera)   | A     | Chirag Bhujel            |
| 20 | Serbia (bandiera)  | C     | Nikola Stojanović        |
| 21 | India (bandiera)   | D     | Narayan Das              |
| 22 | India (bandiera)   | D     | Ashray Bhardwaj          |
| 23 | India (bandiera)   | D     | Sarthak Golui            |
| 24 | India (bandiera)   | D     | Kojam Beyong             |
| 25 | India (bandiera)   | A     | Sumeet Passi             |
| 26 | India (bandiera)   | D     | Deepak Devrani           |
| 27 | Marocco (bandiera) | A     | Domingo Berlanga         |
| 28 | India (bandiera)   | C     | Prasanth Karuthadathkuni |
| 29 | India (bandiera)   | P     | Arindam Bhattacharya     |
| 30 | Serbia (bandiera)  | A     | Matija Babovic           |
| 31 | India (bandiera)   | C     | Bryce Miranda            |
| 32 | India (bandiera)   | C     | Sheikh Sahil             |
|    | India (bandiera)   | C     | Sehnaj Singh             |
|    | India (bandiera)   | A     | Harmanpreet Singh        |

### Staff tecnico
- Antonio López Habas - Allenatore
- Arata Izumi - Assistente

## Calciomercato
| Acquisti | Acquisti                 | Acquisti                   | Acquisti      |
| R.       | Nome                     | da                         | Modalità      |
| -------- | ------------------------ | -------------------------- | ------------- |
| P        | Arindam Bhattacharya     |                            |               |
| P        | Sharon Padattil          |                            |               |
| P        | Shubham Dhas             |                            |               |
| P        | Rakshit Dagar            | Jamshedpur                 | Definitivo    |
| D        | Deepak Devrani           | Punjab FC                  | Definitivo    |
| D        | Anil Chawan              |                            |               |
| D        | Kojam Beyong             |                            |               |
| D        | Sandip Mandi             |                            |               |
| D        | Ashray Bhardwaj          | Sudeva Delhi               | Definitivo    |
| D        | Aritra Das               | Kerala Blasters B          | Definitivo    |
| D        | Dettol Moirangthem       | Template:Calcio Classic FA | Prestito      |
| D        | Narayan Das              | FC Goa                     | Definitivo    |
| D        | Sachu Siby               |                            | Svincolato    |
| D        | Sarthak Golui            |                            | Svincolato    |
| D        | David Bollo              | Antequera                  | Definitivo    |
| C        | Sehnaj Singh             | Namdhari                   | Fine prestito |
| C        | Asif Khan                |                            |               |
| C        | Julen Pérez              |                            |               |
| C        | Haobam Tomba Singh       |                            |               |
| C        | Phijam Vikash Singh      |                            |               |
| C        | Nikola Stojanović        | Gokulam Kerala             | Definitivo    |
| C        | Sweden Fernandes         |                            | Svincolato    |
| C        | Prasanth Karuthadathkuni |                            | Svincolato    |
| C        | Karthik Panicker         | Garhwal                    | Definitivo    |
| C        | Joni Kauko               |                            | Svincolato    |
| C        | Sehnaj Singh             | Thiruvananthapuram Kombans | Fine prestito |
| A        | Sumeet Passi             |                            |               |
| A        | Edmund Lalrindika        | Bengaluru                  | Definitivo    |
| A        | Mario Barco              |                            |               |
| A        | William Pauliankhum      | Rajasthan Utd              | Definitivo    |
| A        | Bidyashagar Singh        |                            | Svincolato    |
| A        | Harmanpreet Singh        | Namdhari                   | Definitivo    |
| A        | Chirag Bhujel            | Template:Calcio Lakecity   | Definitivo    |
| A        | Domingo Berlanga         | Inter Escaldes             | Definitivo    |

| Cessioni | Cessioni                    | Cessioni                   | Cessioni      |
| R.       | Nome                        | a                          | Modalità      |
| -------- | --------------------------- | -------------------------- | ------------- |
| P        | Nikhil Deka                 | Mohammedan                 | Definitivo    |
| D        | Peter Hartley               |                            | Svincolato    |
| D        | Bijoy V                     | Kerala Blasters            | Fine prestito |
| D        | Tejas Krishna               | Punjab FC                  | Fine prestito |
| D        | Lalruatthara                | Aizawl                     | Definitivo    |
| D        | Sanson Pereira              | FC Goa                     | Fine prestito |
| D        | Sachu Siby                  | Inter Escaldes             | Prestito      |
| D        | Klusner John Manuel Pereira | Goa                        | Definitivo    |
| D        | Dettol Moirangthem          | Template:Calcio Classic FA | Fine prestito |
| C        | Gyamar Nikum                | Mumbai City                | Fine prestito |
| C        | Fran Gómez                  | Atlético Madrid B          | Fine prestito |
| C        | Sehnaj Singh                | Thiruvananthapuram Kombans | Prestito      |
| C        | Angelo Singh Keisam         | KLASA FC                   | Definitivo    |
| C        | Jackichand Singh            |                            | Svincolato    |
| A        | Muhammad Ajsal              | Kerala Blasters B          | Fine prestito |
| A        | Gianni dos Santos           |                            | Svincolato    |
| A        | Jordan Lamela               | Sporting Bengaluru         | Definitivo    |
| A        | William Pauliankhum         | Rajasthan Utd              | Definitivo    |
| A        | Ishan Dey                   |                            | Svincolato    |

### Mercato invernale
| Acquisti | Acquisti       | Acquisti           | Acquisti   |
| R.       | Nome           | da                 | Modalità   |
| -------- | -------------- | ------------------ | ---------- |
| D        | Bijoy V        | Kerala Blasters    | Definitivo |
| C        | Bryce Miranda  | Kerala Blasters    | Prestito   |
| C        | Sheikh Sahil   | Sporting Bengaluru | Definitivo |
| A        | Matija Babovic | Dempo              | Definitivo |

| Cessioni | Cessioni    | Cessioni   | Cessioni   |
| R.       | Nome        | a          | Modalità   |
| -------- | ----------- | ---------- | ---------- |
| D        | Sachu Siby  | Mohammedan | Definitivo |
| C        | Julen Pérez |            | Svincolato |

## Risultati

### I-League
| Arbitro: | Das S. |

|                       |           |  |
| Edmund Lalrindika 72’ | Marcatori |  |

| Arbitro: | Tanji S. |

|                                                                            |           |                            |
| Domingo Berlanga 32’, 57’, 59’ Edmund Lalrindika 62’ Nikola Stojanović 68’ | Marcatori | 71’ (Rig.) Himanshu Jangra |

| Shillong 5 dicembre 2024, ore 14:30 UTC+5:30 3ª giornata | Shillong Lajong | 0 – 0 referto | Inter Kashi | Jawaharlal Nehru Stadium\| Arbitro: \| Kumar M. \| |
| Arbitro:                                                 | Kumar M.        |               |             |                                                    |

| Arbitro: | Mohamed J. |

|                          |           |                      |
| Lalramsanga Tlaichhun 8’ | Marcatori | 69’ Domingo Berlanga |

| Arbitro: | Sekhar A. |

|                  |           |                                                                 |
| Sumeet Passi 50’ | Marcatori | 18’ Wayde Lekay 39’ (Rig.) Pape Gassama 69’ Lamgoulen Hangshing |

| Arbitro: | Agrawal S. |

|                                              |           |                     |
| Mario Barco 47’, 59’ (Rig.) Joni Kauko 90+5’ | Marcatori | 33’ David Castañeda |

| Arbitro: | Choudhari K. G. |

|  |           |                |
|  | Marcatori | 88’ Joni Kauko |

| Arbitro: | Roy D. |

|                                      |           |  |
| Bhupinder Singh 13’ Francis Addo 86’ | Marcatori |  |

| Arbitro: | Tanji M. |

| |           |                                                    |
| Hrangthankima Laldanmawia 61’ (A.g.) Bryce Miranda 65’ Nikola Stojanović 71’ Edmund Lalrindika 83’ | Marcatori | 5’ Augustine Lalrochana 22’ Lalrinzuala Lalbiaknia |

| Arbitro: | Ramdasan K. |

|                                                                                |           |                                     |
| Sinisa Stanisavic 10’, 30’, 73’ Ignacio Abeledo 45+2’, 90+5’ Sergio Llamas 50’ | Marcatori | 3’ Bryce Miranda 27’ Matija Babovic |

| Arbitro: | Mohamed J. |

|                     |           |                       |
| Martand Raina 45+3’ | Marcatori | 31’ Bidyashagar Singh |

| Arbitro: | Das S. |

|                                                      |           |                                               |
| Domingo Berlanga 43’, 65’ Nikola Stojanović 69!Rig.’ | Marcatori | 40’ Abhijith Kurungodan 74’ Siniša Stanisavić |

| Arbitro: | Rawat L. |

|  |           |                       |
|  | Marcatori | 42’, 81’ Damián Peréz |

| Arbitro: | Mondal P. |

|  |           |                                                  |
|  | Marcatori | 14’ (Rig.), 90’ Nikola Stojanović 19’ Joni Kauko |

| Bengaluru 18 febbraio 2025, ore 11:30 UTC+5:30 15ª giornata | Sporting Bengaluru | 0 – 0 referto | Inter Kashi | Bangalore Football Stadium (354 spett.)\| Arbitro: \| Koshi W. J. \| |
| Arbitro:                                                    | Koshi W. J.        |               |             |                                                                      |

| Arbitro: | Amatya M. |

|  |           |                       |
|  | Marcatori | 77’ Nikola Stojanović |

| Arbitro: | Lakshay L. |

|                   |           |                                                             |
| Mario Barco 90+5’ | Marcatori | 36’ Abdou Karim Samb 45+5’ Aminou Bouba 90+6’ Gnohore Krizo |

| Arbitro: | Kundu H. |

|                                                              |           |                                    |
| Nikola Stojanović 48’ Edmund Lalrindika 70’ Sumeet Passi 71’ | Marcatori | 67’ (Rig.) Dé 82’ Dharmpreet Singh |

| Arbitro: | Purkayastha A. |

|                                               |           |                                                      |
| David Castañeda 48’ Brandon Vanlalremdika 72’ | Marcatori | 17’ Prasanth Karuthadathkuni 90+1’ Bidyashagar Singh |

| Arbitro: | Islam J. |

|                                       |           |                             |
| Nikola Stojanović 33’ Mario Barco 39’ | Marcatori | 78’ Batskhemlang Thangkhiew |

| Arbitro: | Chhetri P. |

|                             |           |                                             |
| José Luis Moreno 58’, 90+5’ | Marcatori | 63’ Edmund Lalrindika 65’ Nikola Stojanović |

| Arbitro: | Purkayastha A. |

|                                                                     |           |                   |
| Prasanth Karuthadathkuni 12’ David Bollo 90+3’ Matija Babovic 90+7’ | Marcatori | 69’ Alain Oyarzun |

L'Inter Kashi ha ottenuto una vittoria per 3-0 a tavolino nell'ottava giornata, contro il Namdhari, per via del fatto che quest'ultima ha schierato un giocatore non convocabile. Decisione inizialmente revocata che è stata ribaltata dal CAS, conferendo all'Inter Kashi il suo primo titolo nazionale.

#### Andamento in campionato
| Giornata  | 1 | 2 | 3 | 4 | 5 | 6 | 7 | 8 | 9 | 10 | 11 | 12 | 13 | 14 | 15 | 16 | 17 | 18 | 19 | 20 | 21 | 22 |
| --------- | - | - | - | - | - | - | - | - | - | -- | -- | -- | -- | -- | -- | -- | -- | -- | -- | -- | -- | -- |
| Luogo     | C | C | T | T | C | C | T | T | C | T  | T  | C  | C  | T  | T  | T  | C  | C  | T  | C  | T  | C  |
| Risultato | V | V | N | N | P | V | V | P | V | P  | N  | V  | P  | V  | N  | V  | P  | V  | N  | V  | N  | V  |
| Posizione | 3 | 1 | 1 | 1 | 3 | 2 | 1 | 2 | 2 | 3  | 5  | 3  | 3  | 3  | 4  | 1  | 2  | 2  | 2  | 2  | 4  | 1  |

Legenda:

Luogo: C = Casa; T = Trasferta. Risultato: V = Vittoria; N = Pareggio; P = Sconfitta.

### Super Cup

#### Ottavi di finale
| Bhubaneswar 23 aprile 2025, ore 13:00 UTC+5:30 Ottavi di finale | Bengaluru            | 1 – 1 referto                      | Inter Kashi | Kalinga Stadium |
| \| \| \| \| \| Ryan Dale Williams 62’ \| Marcatori \| 88’ Matija Babovic \| \| Pereyra Williams Noguera Chhetri \| Tiri di rigore 3 – 5 \| Babovic Varghese Aritra Stojanović \| |                      |                                    |             |                 |
| |                      |                                    |             |                 |
| Ryan Dale Williams 62’ | Marcatori            | 88’ Matija Babovic                 |             |                 |
| Pereyra Williams Noguera Chhetri | Tiri di rigore 3 – 5 | Babovic Varghese Aritra Stojanović |             |                 |

#### Quarti di finale
| Arbitro: | Nagvenkar T. |

|  |           |                           |
|  | Marcatori | 72’ Lallianzuala Chhangte |

### Durand Cup
| Arbitro: | Senthil Nathan S |

|                       |           |                       |
| Ashley Alban Koli 66’ | Marcatori | 39’ Nikola Stojanović |

| Arbitro: | Ashish Tiwari |

|                  |           |                                              |
| Novin Gurung 53’ | Marcatori | 65’ Nikola Stojanović 66’ Haobam Tomba Singh |

| Arbitro: | Crystal John |

|                                                               |           |  |
| Édgar Méndez 17’ (Rig.) Alberto Noguera 77’ Sunil Chhetri 81’ | Marcatori |  |

#### Andamento in campionato
| Giornata  | 1 | 2 | 3 |  |
| --------- | - | - | - |  |
| Luogo     | C | C | T |  |
| Risultato | N | V | P |  |
| Posizione | 2 | 2 | 3 |  |

Legenda:

Luogo: C = Casa; T = Trasferta. Risultato: V = Vittoria; N = Pareggio; P = Sconfitta.